# علیقلی بیانی
علیقلی بیانی (۱۲۹۱–۱۳۸۸) ایدئولوگ و دبیرکل حزب ایران، مهندس هیدرولیک مهندس سد گلپایگان، مدیریت سدهای کرج و سفید رود و مدیرعاملی سازمان آب و برق منطقه ای سپیدرود و عضویت کمیتهٔ خواربار و کشاورزی جهانی بود.

## تحصیلات
بیانی در ۱۵ بهمن سال ۱۲۹۱ در تهران به دنیا آمد. تحصیلات ابتدایی و متوسطه را در مدرسه ثروت تهران به پایان برد. او بعد از قبولی در کنکور اعزام به خارج در سال ۱۳۱۱ دوره کارشناسی را در دانشکده سدسازی و آبیاری گرونوبل فرانسه گذراند. سپس به انگلستان رفت و در رشته سد سازی درجه کارشناسی ارشد دریافت کرد. و پس از پایان تحصیلات خود در سال ۱۳۱۷ به ایران بازگشت.

## فعالیت‌های اداری و علمی
علیقلی بیانی پس از بازگشت به ایران در وزارت کشاورزی استخدام شد و در این وزارت خانه مسوولیت‌هایی مانند: مدیرکل آبیاری و سدسازی سازمان برنامه، مدیر فنی سد گلپایگان، مدیرعامل و رئیس هیئت مدیره بانک ساختمانی، مدیرکل اتحادیه شهرداری‌ها، معاون سازمان آب تهران و مدیرکل امور لوله‌کشی را بر عهده داشت.
در زمان دولت ملی دکتر مصدق بیانی به سمت مدیر کل شهرداری‌های وزارت کشور انتخاب شد و سرپرستی بیش از ۳۰۰ شهرداری فاقد انجمن شهر ار بر عهده گرفت. او در این دوران لایحه قانونی اصلاح قانون شهرداری‌ها را تهیه و به تصویب رساند.
علیقلی بیانی سپس به مدیریت عامل بانک «ساختمان» انتخاب شد بانک ساختمان به صورت مستقیم زیر نظر نخست‌وزیر تأسیس و مسوولیت تقسیم و واگذاری قطعات زمین و استانداردهای مربوط به شهرک سازی در نارمک، نازی‌آباد و یوسف آباد را بر عهده داشت.
وی در زمان بازنشستگی مسوولیت سازمان آب و برق منطقه ای سد سپیدرود و عضویت کمیته خواربار و کشاورزی جهانی را بر عهده داشت.

## فعالیتهای علمی
مهندس بیانی در هنرسرای عالی رشته‌های هیدرولیک و توربین‌های آبی را تدریس می‌کرد. انجمن آثار و مفاخر فرهنگی مهندس علیقلی بیانی را در سال ۱۳۸۰ به عنوان یکی از مفاخر ایران زمین معرفی کرد.
او را بنیان‌گذار و پدر علم هیدرولیک و سدسازی ایران می‌دانند.
ترجمه کتاب «فیزیک و فلسفه» در سال ۱۳۴۶ برنده جایزه اول کتاب سال شد.

## آثار ==== تالیفات
1. پژوهش در نهاد زمان و اثبات اختیار[۱۳]
2. حس مذهبی بعد چهارم روح انسانی[۱۴]
3. منطق ایمانیان در مارکسیسم
4. منطق نیایش[۱۵]
5. منطق عشق عرفانی[۱۶]
6. زندان اندیشه در حدیث نفس بهمنیار
7. ماده و یاد: رهیافتی به رابطه جسم و روح[۱۷][۱۸]

## ترجمه‌ها
- جینز، جیمز ه. فیزیک و فلسفه، ترجمه علی قلی بیانی، علمی و فرهنگی، تهران، ۱۳۸۱.[۱۹]

## فعالیت‌های سیاسی
مهندس بیانی از اعضای هیئت مؤسس حزب ایران و یکی از دبیران کل این حزب و عضو جبهه ملی ایران بود.